# Argentinië op de Olympische Zomerspelen 2004
Argentinië nam deel aan de Olympische Zomerspelen 2004 in Athene, Griekenland. Argentinië won voor het eerst sinds 1952 weer een gouden medaille.

## Medailleoverzicht
| Sport     | Olympiër                       | Discipline       | Medaille |
| --------- | ------------------------------ | ---------------- | -------- |
| Basketbal | Olympisch team                 | mannen           | Goud     |
| Voetbal   | Olympisch team                 | mannen           | Goud     |
| Hockey    | Olympisch team                 | vrouwen          | Brons    |
| Tennis    | Paola Suárez Patricia Tarabini | dubbelspel (v)   | Brons    |
| Zeilen    | Carlos Espínola Santiago Lange | tornado klasse   | Brons    |
| Zwemmen   | Georgina Bardach               | 400 m wissel (v) | Brons    |

## Deelnemers en resultaten per onderdeel

### Atletiek
| Olympiër           | Discipline               | Resultaat | Prestatie |
| ------------------ | ------------------------ | --------- | --- |
| Marcelo Pugliese   | discuswerpen (m)         | 31e       | kwalificatie groep A: 14e in 56,06m |
| Juan Ignacio Cerra | kogelslingeren (m)       | 26e       | kwalificatie groep A: 12e in 72,53m |
| Santiago Lorenzo   | tienkamp (m)             | 24e       | 7592 punten: 100m: 31e in 11,10 (838 punten) verspringen: 27e met 7,03m (821 punten) kogelstoten: 33e met 13,22m (681 punten) hoogspringen: 31e met 1,85m (670 punten) 400m: 18e in 49,34 (845 punten) 110m horden: 30e in 15,38 (804 punten) discuswerpen: 28e met 40,22m (669 punten) polsstokhoogspringen: 22e met 4,50m (760 punten) speerwerpen: 18e met 58,36m (713 punten) 1500m: 1e in 4.23,08 (791 punten) |
|                    |                          |           | |
| Sandra Torres      | marathon (v)             | 55e       | 2:54.48 |
| Solange Witteveen  | hoogspringen (v)         | 23e       | kwalificatie groep A: 11e met 1,89m |
| Alejandra García   | polsstokhoogspringen (v) | 13e       | kwalificatie groep B: 8e met 4,40m finale: 13e met 4,20m |
| Romina Maggi       | speerwerpen (v)          | 43e       | kwalificatie groep A: 22e met 48,58m |
| Jennifer Dahlgren  | kogelslingeren (v)       | 43e       | kwalificatie groep A: 22e met 59,52m |

### Basketbal
| Olympiër | Discipline | Resultaat | Prestatie |
| --- | ---------- | --------- | --- |
| Juan Ignacio Sánchez Manu Ginóbili Alejandro Montecchia Fabricio Oberto Wálter Herrmann Gabriel Fernández Hugo Sconochini Luis Scola Leonardo Gutiérrez Andrés Nocioni Carlos Delfino Rubén Wolkowyski | mannen     | Goud      | groepsfase: 3e W van Servië en Montenegro: 83-82 V van Spanje: 76-87 W van China: 82-57 W van Nieuw-Zeeland: 98-94 V van Italië: 75-76 kwartfinale: W van Griekenland: 69-64 halve finale: W van Verenigde Staten: 89-81 finale: W van Italië: 84-69 |

| Groep A |                      |             |             |             |        |        |        |        |
| #       | Land                 | Wedstrijden | Wedstrijden | Wedstrijden | Punten | Punten | Punten | Punten |
| #       | Land                 | G           | W           | V           | V      | T      | Saldo  | Punten |
| 1       | Spanje               | 5           | 5           | 0           | 405    | 349    | +56    | 10     |
| 2       | Italië               | 5           | 3           | 2           | 371    | 341    | +30    | 8      |
| 3       | Argentinië           | 5           | 3           | 2           | 414    | 396    | +18    | 8      |
| 4       | China                | 5           | 2           | 3           | 303    | 382    | -79    | 7      |
| 5       | Nieuw-Zeeland        | 5           | 1           | 4           | 399    | 413    | -14    | 6      |
| 6       | Servië en Montenegro | 5           | 1           | 4           | 377    | 388    | -11    | 6      |

| Ronde        | Datum  | Plaats        | Land  | Score                | Land |
| ------------ | ------ | ------------- | ----- | -------------------- | ---- |
| Groepsfase   |        |               |       |                      |      |
| 15 augustus  | Athene | Argentinië    | 83-82 | Servië en Montenegro |      |
| 17 augustus  | Athene | Spanje        | 87-76 | Argentinië           |      |
| 19 augustus  | Athene | Argentinië    | 82-57 | China                |      |
| 21 augustus  | Athene | Nieuw-Zeeland | 94-98 | Argentinië           |      |
| 23 augustus  | Athene | Italië        | 76-75 | Argentinië           |      |
| Kwartfinale  |        |               |       |                      |      |
| 26 augustus  | Athene | Griekenland   | 64-69 | Argentinië           |      |
| Halve finale |        |               |       |                      |      |
| 27 augustus  | Athene | Argentinië    | 89-81 | Verenigde Staten     |      |
| Finale       |        |               |       |                      |      |
| 28 augustus  | Athene | Italië        | 69-84 | Argentinië           |      |

### Boksen
| Olympiër        | Discipline | Resultaat | Prestatie                        |
| --------------- | ---------- | --------- | -------------------------------- |
| Daniel Brizuela | -57kg (m)  | 17e       | 1e ronde: V van GER Tajbert: RSC |

### Gewichtheffen
| Olympiër     | Discipline | Resultaat | Prestatie                                                        |
| ------------ | ---------- | --------- | ---------------------------------------------------------------- |
| Darío Lecman | -94kg (m)  | 17e       | trekken: 18e met 155 kg stoten: 16e met 185 kg totaal: 340 kg    |
|              |            |           |                                                                  |
| Nora Koppel  | -75kg (v)  | 9e        | trekken: 12e met 100 kg stoten: 6e met 137,5 kg totaal: 237,5 kg |

### Gymnastiek
| Olympiër          | Discipline               | Resultaat | Prestatie     |
| ----------------- | ------------------------ | --------- | ------------- |
| Celeste Carnavale | meerkamp individueel (v) | 56e       | 34,262 punten |

### Hockey

#### Mannen
| Olympiër | Discipline | Resultaat | Prestatie |
| --- | ---------- | --------- | --- |
| Pablo Moreira Juan Pablo Hourquebie Maximiliano Caldas Matias Vila Ezequiel Paulón Mario Almada Carlos Retegui Rodrigo Vila Tomás MacCormik Jorge Lombi Fernando Zylberberg Germán Orozco Matias Paredes Juan Manuel Vivaldi Lucas Rey Lucas Cammareri | mannen     | 11e       | groepsfase: 6e V van Zuid-Afrika: 1-2 G tegen Australië: 2-2 V van Nieuw-Zeeland: 1-3 V van Nederland: 2-4 G tegen India: 2-2 9-12e plek: V van Groot-Brittannië: 1-4 11-12e plek: W van Egypte: 4-2 |

| Groep B |               |             |             |             |             |            |            |            |        |
| #       | Land          | Wedstrijden | Wedstrijden | Wedstrijden | Wedstrijden | Doelpunten | Doelpunten | Doelpunten | Punten |
| #       | Land          | G           | W           | G           | V           | V          | T          | Saldo      | Punten |
| 1       | Nederland     | 5           | 5           | 0           | 0           | 16         | 9          | +7         | 15     |
| 2       | Australië     | 5           | 3           | 1           | 1           | 14         | 10         | +4         | 10     |
| 3       | Nieuw-Zeeland | 5           | 3           | 0           | 2           | 13         | 11         | +2         | 9      |
| 4       | India         | 5           | 1           | 1           | 3           | 11         | 13         | -2         | 4      |
| 5       | Zuid-Afrika   | 5           | 1           | 0           | 4           | 9          | 15         | -6         | 3      |
| 6       | Argentinië    | 5           | 0           | 2           | 3           | 8          | 13         | -5         | 2      |

| Ronde         | Datum  | Plaats           | Land | Score       | Land |
| ------------- | ------ | ---------------- | ---- | ----------- | ---- |
| Groepsfase    |        |                  |      |             |      |
| 15 augustus   | Athene | Argentinië       | 1-2  | Zuid-Afrika |      |
| 17 augustus   | Athene | Argentinië       | 2-2  | Australië   |      |
| 19 augustus   | Athene | Nieuw-Zeeland    | 3-1  | Argentinië  |      |
| 21 augustus   | Athene | Argentinië       | 2-4  | Nederland   |      |
| 23 augustus   | Athene | India            | 2-2  | Argentinië  |      |
| 9-12e plaats  |        |                  |      |             |      |
| 25 augustus   | Athene | Groot-Brittannië | 4-1  | Argentinië  |      |
| 11-12e plaats |        |                  |      |             |      |
| 27 augustus   | Athene | Egypte           | 2-4  | Argentinië  |      |

#### Vrouwen
| Olympiër | Discipline | Resultaat | Prestatie |
| --- | ---------- | --------- | --- |
| Mariela Antoniska Magdalena Aicega Marina di Giacomo Ayelén Stepnik Alejandra Gulla Luciana Aymar Vanina Oneto Soledad García Mariana González Oliva Mercedes Margalot María de la Paz Hernández Cecilia Rognoni Paola Vukojicic Mariné Russo Inés Arrondo Claudia Burkart | vrouwen    | Brons     | groepsfase: 2e W van Spanje: 4-0 W van Japan: 3-1 W van Nieuw-Zeeland: 3-0 V van China: 2-3 halve finale: V van Nederland: 2-2 (2-4) bronzen finale: W van China: 1-0 |

| Groep A |               |             |             |             |             |            |            |            |        |
| #       | Land          | Wedstrijden | Wedstrijden | Wedstrijden | Wedstrijden | Doelpunten | Doelpunten | Doelpunten | Punten |
| #       | Land          | G           | W           | G           | V           | V          | T          | Saldo      | Punten |
| 1       | China         | 4           | 4           | 0           | 0           | 11         | 2          | +9         | 12     |
| 2       | Argentinië    | 4           | 3           | 0           | 1           | 12         | 4          | +8         | 9      |
| 3       | Japan         | 4           | 2           | 0           | 2           | 5          | 7          | -2         | 6      |
| 4       | Nieuw-Zeeland | 4           | 1           | 0           | 3           | 3          | 9          | -6         | 3      |
| 5       | Spanje        | 4           | 0           | 0           | 4           | 3          | 12         | -9         | 0      |

| Ronde          | Datum  | Plaats        | Land      | Score      | Land |
| -------------- | ------ | ------------- | --------- | ---------- | ---- |
| Groepsfase     |        |               |           |            |      |
| 14 augustus    | Athene | Argentinië    | 4-0       | Spanje     |      |
| 16 augustus    | Athene | Japan         | 1-3       | Argentinië |      |
| 20 augustus    | Athene | Nieuw-Zeeland | 0-3       | Argentinië |      |
| 22 augustus    | Athene | Argentinië    | 2-3       | China      |      |
| Halve finale   |        |               |           |            |      |
| 24 augustus    | Athene | Nederland     | 2-2 (4-2) | Argentinië |      |
| Bronzen finale |        |               |           |            |      |
| 26 augustus    | Athene | Argentinië    | 1-0       | China      |      |

### Judo
| Olympiër          | Discipline | Resultaat | Prestatie |
| ----------------- | ---------- | --------- | --- |
| Miguel Albarracín | -60kg (m)  | 9e        | 1e ronde: vrij 2e ronde: W van SEY Labrosse: ippon 3e ronde: W van MEX Aburto: ippon kwartfinale: V van JPN Nomura: koka herkansingen: V van GER Gussenberg: yuko                              |
| Jorge Lencina     | -66kg (m)  | 7e        | 1e ronde: V van JPN Uchishiba: ippon herkansingen 1: W van MGL Dashdavaa: ippon herkansingen 2: W van RUS Dzhafarov: ippon herkansingen 3: V van GEO Margoshvili: ippon                        |
| Rodrigo Lucenti   | -73kg (m)  | 21e       | 1e ronde: vrij 2de ronde: V van USA Pedro: ippon |
| Ariel Sganga      | -81kg (m)  | 13e       | 1e ronde: W van SUI Aschwanden: ippon 2e ronde: V van GRE Iliadis: walk-over herkansingen: V van AUS Endicott-Davies: ippon                                                                    |
| Eduardo Costa     | -90kg (m)  | 7e        | 1e ronde: W van VEN Camacho: ippon 2e ronde: W van UKR Grekov: waza-ari kwartfinale: V van JPN Izumi: koka herkansingen 1: W van BLR Kukharenka: ippon herkansingen: V van NED Huizinga: ippon |
| Andrés Loforte    | -100kg (m) | 21e       | 1e ronde: vrij 2e ronde: V van EGY El Gharbawy: koka |
| Orlando Baccino   | +100kg (m) | 21e       | 1e ronde: vrij 2e ronde: V van BLR Rybak: ippon |
|                   |            |           | |
| Daniela Krukower  | -63kg (v)  | 5e        | 1e ronde: vrij 2e ronde: W van KOR Bok-hee: koka kwartfinale: W van FRA Décosse: koka halve finale: V van JPN Tanimoto: ippon bronzen finale: V van CUB González: walk-over                    |
| Elizabeth Copes   | -70kg (v)  | 9e        | 1e ronde: vrij 2e ronde: W van GRE Kourtelesi: ippon kwartfinale: V van NED Bosch: ippon herkansingen: V van ESP Blanco: ippon                                                                 |

### Kanovaren
| Olympiër       | Discipline    | Resultaat | Prestatie                                                                     |
| -------------- | ------------- | --------- | ----------------------------------------------------------------------------- |
| Javier Correa  | K-1 500m (m)  | 8e        | serie 3: 2e in 1.38,675 halve finale 1: 3e in 1.39,525 finale: 8e in 1.40,639 |
| Javier Correa  | K-1 1000m (m) | 11e       | serie 1: 4e in 3.28,492 halve finale 2: 4e in 3.31,934                        |
|                |               |           |                                                                               |
| Fernanda Lauro | K-1 500m (v)  | 15e       | serie 1: 6e in 1.59,474 halve finale 1: 9e in 2.00,198                        |

### Paardensport
| Olympiër                                                        | Discipline                 | Resultaat | Prestatie |
| --------------------------------------------------------------- | -------------------------- | --------- | --- |
| Martín Dopazo                                                   | springconcours individueel | 21e       | kwalificatie: 1e ronde: 47e met 8 strafpunten 2e ronde: 25e met 8 strafpunten 3e ronde: 22e met 8 strafpunten finale: 21e met 25 strafpunten |
| Federico Sztyrle                                                | springconcours individueel | DNF       | kwalificatie: 1e ronde: 31e met 5 strafpunten 2e ronde: niet gefinisht                                                                       |
| Gregorio Werthein                                               | springconcours individueel | DNF       | kwalificatie: 1e ronde: 76e met 58 strafpunten 2e ronde: 54e met 14 strafpunten 3e ronde: niet gestart                                       |
| Lucas Werthein                                                  | springconcours individueel | DNF       | kwalificatie: 1e ronde: 54e met 9 strafpunten 2e ronde: niet gefinisht                                                                       |
| Martín Dopazo Federico Sztyrle Gregorio Werthein Lucas Werthein | springconcours team        | 15e       | 1e ronde: 15e met 22 strafpunten |

### Roeien
| Olympiër                      | Discipline             | Resultaat | Prestatie                                                                                                 |
| ----------------------------- | ---------------------- | --------- | --- |
| Santiago Fernández            | skiff (m)              | 4e        | serie 3: 1e in 7.22,52 halve finale A: 2e in 7.00,90 finale A: 4e in 6.55,17                              |
| Marcos Morales Walter Naneder | twee-zonder (m)        | 10e       | serie 1: 4e in 7.02,29 herkansingen: 2e in 6.28,98 halve finale A: 6e in 7.19,57 finale B: 4e in 6.27,88  |
|                               |                        |           | |
| Analía Marín                  | skiff (v)              | 18e       | serie 2: 4e in 8.01,56 herkansingen: 4e in 7.51,94 halve finale 3: 3e in 7.58,07 finale C: niet gefinisht |
| Milka Kraljev Lucía Palermo   | lichte dubbel-twee (m) | 17e       | serie 3: 6e in 7.25,11 herkansingen: 5e in 7.23,22 finale C: 5e in 7.54,32                                |

### Schermen
| Olympiër          | Discipline | Resultaat | Prestatie                                         |
| ----------------- | ---------- | --------- | ------------------------------------------------- |
| Alejandra Carbone | floret (m) | 9e        | 1e ronde: vrij 2e ronde: V van JPN Sugawara: 6-15 |

### Schietsport
| Olympiër       | Discipline                 | Resultaat | Prestatie                                              |
| -------------- | -------------------------- | --------- | ------------------------------------------------------ |
| Pablo Álvarez  | 10m luchtgeweer (m)        | 43e       | kwalificatie: 43e met 583 punten (96-95-98-97-99-98)   |
| Ángel Velarte  | 10m luchtgeweer (m)        | 39e       | kwalificatie: 39e met 586 punten (97-96-99-98-97-99)   |
| Pablo Álvarez  | 50m geweer 3 houdingen (m) | 38e       | kwalificatie: 38e met 1135 punten (394-360-381)        |
| Ángel Velarte  | 50m geweer 3 houdingen (m) | 36e       | kwalificatie: 36e met 1137 punten (389-368-380)        |
| Pablo Álvarez  | 50m geweer liggend (m)     | 40e       | kwalificatie: 40e met 587 punten (96-100-100-97-97-97) |
| Ángel Velarte  | 50m geweer liggend (m)     | 45e       | kwalificatie: 45e met 584 punten (96-98-96-99-97-98)   |
| Maximo Modesti | 50m pistool (m)            | 30e       | kwalificatie: 30e met 548 punten (92-88-91-90-92-95)   |
| Maximo Modesti | 10m luchtpistool (m)       | 44e       | kwalificatie: 44e met 559 punten (94-90-94-93-94-94)   |

### Taekwondo
| Olympiër           | Discipline | Resultaat | Prestatie                         |
| ------------------ | ---------- | --------- | --------------------------------- |
| Alejandro Hernando | -68kg (m)  | 11e       | 1e ronde: V van DEN Roesen: 10-11 |
|                    |            |           |                                   |
| Vanina Sánchez     | -67kg (v)  | 11e       | 1e ronde: V van PHI Rivero: 10-10 |

### Tafeltennis
| Olympiër                       | Discipline     | Resultaat | Prestatie                                                                                       |
| ------------------------------ | -------------- | --------- | ----------------------------------------------------------------------------------------------- |
| Liu Song                       | enkelspel (m)  | 17e       | 1e ronde: W van JPN Arai: 4-1 2e ronde: W van SCG Grujić: 4-1 3e ronde: V van KOR Sae-hyuk: 0-4 |
| Pablo Tabachnik                | enkelspel (m)  | 49e       | 1e ronde: V van NGR Toriola: 1-4                                                                |
| Oscar Gonzales Pablo Tabachnik | dubbelspel (m) | 25e       | 1e ronde: V van GRE Gionis/Kreanga: 1-4                                                         |

### Tennis
| Olympiër                            | Discipline     | Resultaat | Prestatie |
| ----------------------------------- | -------------- | --------- | --- |
| Agustín Calleri                     | enkelspel (m)  | 17e       | 1e ronde: W van SVK Beck: 2-6, 6-3, 8-6 2e ronde: V van RUS: Andrejev: opgave |
| Juan Ignacio Chela                  | enkelspel (m)  | 33e       | 1e ronde: V van BLR Mirni: 6-3, 6-7(0), 4-6 |
| Mariano Zabaleta                    | enkelspel (m)  | 33e       | 1e ronde: V van KOR Hyung-taik: 6-4, 3-6, 2-6 |
| Juan Ignacio Chela Mariano Zabaleta | dubbelspel (m) | 17e       | 1e ronde: V van RUS Andrejev/Davydenko: 6-3, 3-6, 4-6 |
| Gastón Etlis Martín Rodríguez       | dubbelspel (m) | 9e        | 1e ronde: W van ESP López/Robredo: 6-3, 6-4 2e ronde: V van CHI González/Massú: 3-6, 6-7(2) |
|                                     |                |           | |
| Mariana Díaz Oliva                  | enkelspel (v)  | 33e       | 1e ronde: V van RUS Koeznetsova: 3-6, 3-6 |
| Gisela Dulko                        | enkelspel (v)  | 3e        | 1e ronde: V van CRO Šprem: 6-7(7), 5-7 |
| Paola Suárez                        | enkelspel (v)  | 17e       | 1e ronde: W van FRA Dechy: 6-7(1), 7-6(5), 9-7 2e ronde: V van COL Zuluaga: 6-4, 6-7(1), 1-6 |
| Paola Suárez Patricia Tarabini      | dubbelspel (v) | Brons     | 1e ronde: W van ESP Medina Garrigues/Sánchez Vicario: 6-7(5), 7-5, 6-2 2e ronde: W van JPN Morigami/Obata: 6-4, 6-2 kwartfinale: W van FRA Dechy/Testud: 6-4, 1-6, 6-4 halve finale: V van CHN Ting/Sun Tiantian: 2-6, 6-2, 7-9 bronzen finale: W van JPN Asagoe/Sugiyama: 6-3, 6-3 |

### Triatlon
| Olympiër       | Discipline | Resultaat | Prestatie  |
| -------------- | ---------- | --------- | ---------- |
| Daniel Fontana | mannen     | 28e       | 1:57.14,20 |
|                |            |           |            |
| Nancy Álvarez  | vrouwen    | 43e       | 2:21.38,66 |

### Voetbal
| Olympiër | Discipline | Resultaat | Prestatie |
| --- | ---------- | --------- | --- |
| Wilfredo Caballero Roberto Ayala Nicolás Burdisso Fabricio Coloccini Javier Mascherano Gabriel Heinze Javier Saviola César Delgado Luciano Figueroa Carlos Tevez Kily González Mauro Rosales Nicolás Medina Clemente Rodríguez Andrés D'Alessandro Lucho González Mariano González Germán Lux | mannen     | Goud      | groepsfase: 1e W van Servië en Montenegro: 6-0 W van Tunesië: 2-0 W van Australië: 1-0 kwartfinale: W van Costa Rica: 4-0 halve finale: W van Italië: 3-0 finale: W van Puerto Rico: 1-0 |

| Groep C |                      |             |             |             |             |            |            |            |        |
| #       | Land                 | Wedstrijden | Wedstrijden | Wedstrijden | Wedstrijden | Doelpunten | Doelpunten | Doelpunten | Punten |
| #       | Land                 | G           | W           | G           | V           | V          | T          | Saldo      | Punten |
| 1       | Argentinië           | 3           | 3           | 0           | 0           | 9          | 0          | +9         | 9      |
| 2       | Australië            | 3           | 1           | 1           | 1           | 6          | 3          | +3         | 4      |
| 3       | Tunesië              | 3           | 1           | 1           | 1           | 4          | 5          | -1         | 4      |
| 4       | Servië en Montenegro | 3           | 0           | 0           | 3           | 3          | 14         | -11        | 0      |

| Ronde        | Datum   | Plaats     | Land | Score                | Land |
| ------------ | ------- | ---------- | ---- | -------------------- | ---- |
| Groepsfase   |         |            |      |                      |      |
| 11 augustus  | Patras  | Argentinië | 6-0  | Servië en Montenegro |      |
| 14 augustus  | Patras  | Argentinië | 2-0  | Tunesië              |      |
| 17 augustus  | Piraeus | Argentinië | 1-0  | Australië            |      |
| Kwartfinale  |         |            |      |                      |      |
| 21 augustus  | Patras  | Argentinië | 4-0  | Costa Rica           |      |
| Halve finale |         |            |      |                      |      |
| 24 augustus  | Piraeus | Italië     | 0-3  | Argentinië           |      |
| Finale       |         |            |      |                      |      |
| 28 augustus  | Athene  | Argentinië | 1-0  | Puerto Rico          |      |

### Volleybal
| Olympiër | Discipline | Resultaat | Prestatie |
| Beach | Beach      | Beach     | Beach |
| --- | ---------- | --------- | --- |
| Mariano Baracetti Martín Conde | beach (m)  | 9e        | groep F: 1e W van POR Brenha/Maia: 2-1 (13-21, 21-16, 15-5) W van RSA Pocock/Rorich: 2-0 (21-13, 21-15) W van GRE Beligratis/Michalopoulos: walk-over 2e ronde: V van CAN Child/Heese: 0-2 (17-21, 17-21) |
| Indoor |            |           | |
| Marcos Milinkovic Jorge Elgueta Gustavo Porporatto Diego Gutiérrez Hernán Ferraro Alejandro Spajic Jerónimo Bidegain Pablo Peralta Santiago Darraidou Leonardo Patti Pablo Meana Gastón Giani | zaal (m)   | 5e        | groepsfase: 3e W van Frankrijk: 3-0 (25-13, 25-23, 25-22) W van Tunesië: 3-2 (25-20, 23-25, 25-16, 22-25, 15-10) W van Griekenland: 3-1 (16-25, 25-21, 25-22, 25-22) V van Servië en Montenegro: 1-3 (25-21, 17-25, 21-25, 23-25) V van Polen: 2-3 (19-25, 22-25, 25-23, 25-22, 18-20) kwartfinale: V van Italië: 1-3 (25-22, 22-25, 24-26, 26-28) |

| Groep A |                      |             |             |             |      |      |       |           |           |           |        |
| #       | Land                 | Wedstrijden | Wedstrijden | Wedstrijden | Sets | Sets | Sets  | Setpunten | Setpunten | Setpunten | Punten |
| #       | Land                 | G           | W           | V           | V    | T    | Saldo | V         | T         | Saldo     | Punten |
| 1       | Servië en Montenegro | 5           | 4           | 1           | 12   | 6    | +6    | 427       | 398       | +29       | 9      |
| 2       | Griekenland          | 5           | 3           | 2           | 12   | 9    | +3    | 475       | 454       | +21       | 8      |
| 3       | Argentinië           | 5           | 3           | 2           | 12   | 9    | +3    | 471       | 457       | +14       | 8      |
| 4       | Polen                | 5           | 3           | 2           | 10   | 9    | +1    | 422       | 419       | +3        | 8      |
| 5       | Frankrijk            | 5           | 2           | 3           | 8    | 10   | -2    | 405       | 394       | +11       | 7      |
| 6       | Tunesië              | 5           | 0           | 5           | 4    | 15   | -11   | 373       | 451       | -78       | 5      |

| Ronde       | Datum  | Plaats     | Land | Score                | Land |
| ----------- | ------ | ---------- | ---- | -------------------- | ---- |
| Groepsfase  |        |            |      |                      |      |
| 15 augustus | Athene | Argentinië | 3-0  | Frankrijk            |      |
| 17 augustus | Athene | Tunesië    | 2-3  | Argentinië           |      |
| 19 augustus | Athene | Argentinië | 3-1  | Griekenland          |      |
| 21 augustus | Athene | Argentinië | 1-3  | Servië en Montenegro |      |
| 23 augustus | Athene | Polen      | 3-2  | Argentinië           |      |
| Kwartfinale |        |            |      |                      |      |
| 25 augustus | Athene | Argentinië | 1-3  | Italië               |      |

### Wielersport
| Olympiër                   | Discipline       | Resultaat | Prestatie  |
| Baan                       | Baan             | Baan      | Baan       |
| -------------------------- | ---------------- | --------- | ---------- |
| Juan Curuchet              | puntenkoers (m)  | 13e       | 23 punten  |
| Juan Curuchet Walter Pérez | ploegkoers (m)   | 9e        | 5 punten   |
| Mountainbike               |                  |           |            |
| Carlos Franco Gennero      | mountainbike (m) | 44e       | + 3 ronden |
|                            |                  |           |            |
| Jimena Florit              | mountainbike (v) | 12e       | 2:08.42    |

### Zeilen
| Olympiër                           | Discipline  | Resultaat | Prestatie                                       |
| ---------------------------------- | ----------- | --------- | ----------------------------------------------- |
| Mariano Reutemann                  | mistral (m) | 15e       | 140 punten: (29-5-24-7-23-23-15-13-11-10-9)     |
| Alejandro Colla                    | finn (m)    | 22e       | 174 punten: (20-21-25-18-5-20-14-20-21-19-16)   |
| Javier Conte Juan de la Fuente     | 470 (m)     | 13e       | 121 punten: (26-20-5-1-21-1-11-13-9-23-17)      |
|                                    |             |           |                                                 |
| Catalina Walther                   | mistral (v) | 22e       | 208 punten: (19-23-21-19-19-20-21-23-23-20-OCS) |
| Serena Amato                       | europe (v)  | 6e        | 86 punten: (5-2-22-8-13-22-2-11-4-10-9)         |
| Paula Reinoso Maria Fernanda Sesto | 470 (v)     | 12e       | 102 punten: (15-7-11-6-15-16-3-14-9-11-11)      |
|                                    |             |           |                                                 |
| Diego Romero                       | laser       | 12e       | 134 punten: (40-6-11-2-1843-23-5-5-12-12)       |
| Carlos Espínola Santiago Lange     | tornado     | Brons     | 54 punten: (7-1-6-5-6-11-5-8-4-3-9)             |

### Zwemmen
| Olympiër               | Discipline           | Resultaat | Prestatie                                            |
| ---------------------- | -------------------- | --------- | ---------------------------------------------------- |
| José Meolans           | 50m vrije slag (m)   | 27e       | serie 9: 7e in 22,90                                 |
| José Meolans           | 100m vrije slag (m)  | 24e       | serie 9: 6e in 49,98                                 |
| Juan Martín Pereyra    | 200m vrije slag (m)  | 40e       | serie 3: 3e in 1.53,19                               |
| Juan Martín Pereyra    | 400m vrije slag (m)  | 27e       | serie 3: 2e in 3.57,26                               |
| Juan Martín Pereyra    | 1500m vrije slag (m) | 26e       | serie 2: 3e in 15.53,29                              |
| Eduardo Germán Otero   | 100m rugslag (m)     | 33e       | serie 3: 8e in 57,28                                 |
| Cristian Mauro Soldano | 100m schoolslag (m)  | 43e       | serie 4: 7e in 1.05,05                               |
| Eduardo Germán Otero   | 100m vlinderslag (m) | 44e       | serie 3: 4e in 55,24                                 |
| Gastón Rodríguez       | 200m vlinderslag (m) | 29e       | serie 1: 1e in 2.04,01                               |
|                        |                      |           |                                                      |
| Florencia Szigeti      | 50m vrije slag (v)   | 37e       | serie 6: 4e in 26,84                                 |
| Florencia Szigeti      | 100m vrije slag (v)  | 28e       | serie 5: 7e in 56,71                                 |
| Florencia Szigeti      | 200m vrije slag (v)  | 25e       | serie 3: 3e in 2.03,29                               |
| Cecilia Biagioli       | 400m vrije slag (v)  | 22e       | serie 2: 1e in 4.16,72                               |
| Javiera Salcedo        | 100m schoolslag (v)  | 29e       | serie 3: 4e in 1.12,46                               |
| Agustina de Giovanni   | 200m schoolslag (v)  | 26e       | serie 2: 4e in 2.35,94                               |
| Georgina Bardach       | 200m vlinderslag (v) | 21e       | serie 4: 7e in 2.13,68                               |
| Georgina Bardach       | 200m wisselslag (v)  | 13e       | serie 4: 5e in 2.16,68 halve finale 1: 6e in 2.15,73 |
| Georgina Bardach       | 400m wisselslag (v)  | Brons     | serie 2: 1e in 4.41,20 finale: 3e in 4.37,51         |

Afghanistan · Albanië · Algerije · Amerikaanse Maagdeneilanden · Amerikaans-Samoa · Andorra · Angola · Antigua en Barbuda · Argentinië · Armenië · Aruba · Australië · Azerbeidzjan · Bahama's · Bahrein · Bangladesh · Barbados · België · Belize · Benin · Bermuda · Bhutan · Bolivia · Bosnië en Herzegovina · Botswana · Brazilië · Britse Maagdeneilanden · Brunei · Bulgarije · Burkina Faso · Burundi · Cambodja · Canada · Centraal-Afrikaanse Republiek · Chili · China · Chinees Taipei · Colombia · Comoren · Congo-Brazzaville · Congo-Kinshasa · Cookeilanden · Costa Rica · Cuba · Cyprus · Denemarken · Djibouti · Dominica · Dominicaanse Republiek · Duitsland · Ecuador · Egypte · El Salvador · Equatoriaal-Guinea · Eritrea · Estland · Ethiopië · Fiji · Filipijnen · Finland · Frankrijk · Gabon · Gambia · Georgië · Ghana · Grenada · Griekenland · Groot-Brittannië · Guam · Guatemala · Guinee · Guinee‑Bissau · Guyana · Haïti · Honduras · Hongarije · Hongkong · Ierland · IJsland · India · Indonesië · Irak · Iran · Israël · Italië · Ivoorkust · Jamaica · Japan · Jemen · Jordanië · Kaaimaneilanden · Kaapverdië · Kameroen · Kazachstan · Kenia · Kirgizië · Kiribati · Koeweit · Kroatië · Laos · Lesotho · Letland · Libanon · Liberia · Libië · Liechtenstein · Litouwen · Luxemburg · Macedonië · Madagaskar · Malawi · Malediven · Maleisië · Mali · Malta · Marokko · Mauritanië · Mauritius · Mexico · Micronesië · Moldavië · Monaco · Mongolië · Mozambique · Myanmar · Namibië · Nauru · Nederland · Nederlandse Antillen · Nepal · Nicaragua · Nieuw-Zeeland · Niger · Nigeria · Noord-Korea · Noorwegen · Oeganda · Oekraïne · Oezbekistan · Oman · Oostenrijk · Oost‑Timor · Pakistan · Palau · Palestina · Panama · Papoea-Nieuw-Guinea · Paraguay · Peru · Polen · Portugal · Puerto Rico · Qatar · Roemenië · Rusland · Rwanda · Saint Kitts en Nevis · Saint Lucia · Saint Vincent en Grenadines · Salomonseilanden · Samoa · San Marino · Sao Tomé en Principe · Saoedi-Arabië · Senegal · Servië en Montenegro · Seychellen · Sierra Leone · Singapore · Slovenië · Slowakije · Soedan · Somalië · Spanje · Sri Lanka · Suriname · Swaziland · Syrië · Tadzjikistan · Tanzania · Thailand · Togo · Tonga · Trinidad en Tobago · Tsjaad · Tsjechië · Tunesië · Turkije · Turkmenistan · Uruguay · Vanuatu · Venezuela · Verenigde Arabische Emiraten · Verenigde Staten · Vietnam · Wit-Rusland · Zambia · Zimbabwe · Zuid-Afrika · Zuid-Korea · Zweden · Zwitserland